# Allium schugnanicum
Allium schugnanicum är en amaryllisväxtart som beskrevs av Aleksei Ivanovich Vvedensky. Allium schugnanicum ingår i släktet lökar, och familjen amaryllisväxter. Inga underarter finns listade i Catalogue of Life.